# Colcarteria kempseyi
Colcarteria kempseyi är en spindelart som beskrevs av Gray 1992. Colcarteria kempseyi ingår i släktet Colcarteria och familjen Desidae.
Artens utbredningsområde är New South Wales. Inga underarter finns listade i Catalogue of Life.